# Нью-Маркет (Меріленд)
Нью-Маркет (англ. New Market) — місто (англ. town) в США, в окрузі Фредерік штату Меріленд. Населення — 1525 осіб (2020).

## Географія
Нью-Маркет розташований за координатами 39°23′14″ пн. ш. 77°16′22″ зх. д. / 39.38722° пн. ш. 77.27278° зх. д. (39.387085, -77.272723).  За даними Бюро перепису населення США в 2010 році місто мало площу 2,07 км², уся площа — суходіл. В 2017 році площа становила 3,61 км², з яких 3,61 км² — суходіл та 0,00 км² — водойми.

## Демографія
Згідно з переписом 2010 року, у місті мешкало 656 осіб у 231 домогосподарстві у складі 187 родин. Густота населення становила 318 осіб/км².  Було 247 помешкань (120/км²).
Расовий склад населення:
| - 89,5 % — білих - 5,5 % — чорних або афроамериканців - 2,3 % — азіатів - 0,3 % — корінних американців |

До двох чи більше рас належало 1,5 %. Частка іспаномовних становила 3,5 % від усіх жителів.
За віковим діапазоном населення розподілялося таким чином: 29,6 % — особи молодші 18 років, 62,9 % — особи у віці 18—64 років, 7,5 % — особи у віці 65 років та старші. Медіана віку мешканця становила 36,3 року. На 100 осіб жіночої статі у місті припадало 90,1 чоловіків;  на 100 жінок у віці від 18 років та старших — 94,1 чоловіків також старших 18 років.
Середній дохід на одне домашнє господарство  становив 116 294 долари США (медіана — 112 222), а середній дохід на одну сім'ю — 126 952 долари (медіана — 124 306). Медіана доходів становила 83 750 доларів для чоловіків та 65 313 долари для жінок. За межею бідності перебувало 7,2 % осіб, у тому числі 11,7 % дітей у віці до 18 років та 0,0 % осіб у віці 65 років та старших.
Цивільне працевлаштоване населення становило 494 особи. Основні галузі зайнятості: освіта, охорона здоров'я та соціальна допомога — 19,8 %, науковці, спеціалісти, менеджери — 15,0 %, роздрібна торгівля — 10,5 %, публічна адміністрація — 10,5 %.